# Mohammed Manasra
Mohammed Manasra fut le directeur du Idarat al-Amn al-Siyasi de 2004 à 2011.